# Yeat

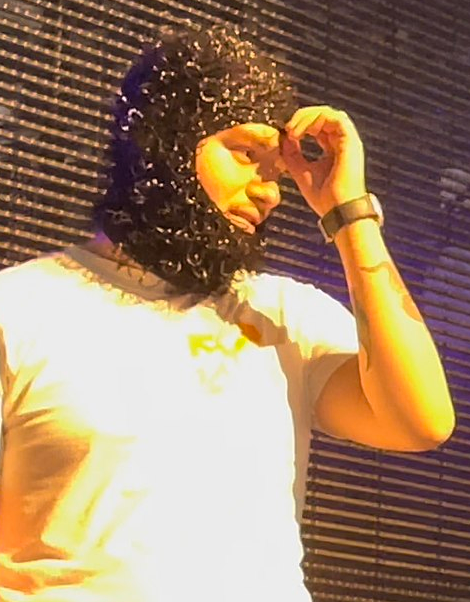

Noah Olivier Smith känd under sitt artistnamn Yeat, född 26 februari 2000, är en amerikansk rappare.